# Loïc Pestiaux
Loïc Pestiaux (né le 13 novembre 1991 à Charleroi) est un coureur cycliste belge.

## Biographie
Membre des équipes Idemasport-Biowanze en 2012 puis Color Code-Biowanze en 2013, Loïc Pestiaux devient professionnel en 2014 au sein de l'équipe Wallonie-Bruxelles. À la fin de la saison 2015, il rompt son contrat avec l'équipe.

## Palmarès
- 2012
  - 2e de la Zuidkempense Pijl
- 2013
  - 3e de l'Internatie Reningelst

## Classements mondiaux
| Année           | 2013 |
| --------------- | ---- |
| UCI Europe Tour | 655e |